# Opitciwan
Atikamekw d'Opitciwan (en. Atikamekw of Opitciwan), jedna od 3 skupine Atikamekw Indijanaca iz kanadske provincije Quebec. Danas žive uglavnom u indijanskom rezervatu Obedjiwan 28 koji se nalazi u administrativnoj regijiMauricie. U studenom 2021. registrirano ih je 3124 od kojih 2511 živi na vlastitom rezervatu.